# Rejanellus
Rejanellus (Lise, 2005) è un genere di ragni appartenente alla famiglia Thomisidae.

## Distribuzione
Le quattro specie note di questo genere sono state rinvenute nelle Grandi Antille: due sull'isola di Cuba, due su Hispaniola. La sola R. mutchleri è endemica di Porto Rico

## Tassonomia
Per la determinazione delle caratteristiche di questo genere sono stati esaminati gli esemplari-tipo Onocolus venustus Bryant, 1948, dall'aracnologo Lise in un suo lavoro del 2005.
Non sono stati esaminati esemplari di questo genere dal 2005.
A dicembre 2014, si compone di quattro specie:
- Rejanellus granulatus (Bryant, 1940) — Cuba
- Rejanellus mutchleri (Petrunkevitch, 1930) — Porto Rico
- Rejanellus pallescens (Bryant, 1940) — Cuba, Hispaniola
- Rejanellus venustus (Bryant, 1948)[2] — Hispaniola